# Rechow
Rechow (hebr. רחוב; ang. Rehov) – moszaw położony w Samorządzie Regionu Emek ha-Majanot, w Dystrykcie Północnym, w Izraelu.

## Położenie
Moszaw Rechow jest położony na wysokości 126 metrów p.p.m. w intensywnie użytkowanej rolniczo Dolinie Bet Sze’an, będącej częścią Rowu Jordanu w Dolnej Galilei. Okoliczny teren jest stosunkowo płaski, opada jednak w kierunku wschodnim w depresję rzeki Jordan. Jedynymi niewielkimi wzgórzami są wzgórza pochodzenia ludzkiego, takie jak Tel Rechow na północny wschód od moszawu. Wokół osady znajdują się liczne źródła, których wody są odprowadzane do sztucznych stawów hodowlanych. Na zachód od moszawu płynie strumień Moda. W odległości 3 km na zachód wznoszą się strome zbocza masywu górskiego Gilboa z górą Awinadaw (440 metrów n.p.m.). W jego otoczeniu znajdują się kibuce Szeluchot, En ha-Naciw i Sede Elijjahu, moszawy Sede Terumot i Rewaja, oraz wioska komunalna Tel Te’omim. Rechow wraz z sąsiednimi osadami Sede Terumot, Rewaja i Tel Teomim tworzy wspólnie powiązaną wioskę rolniczą o nazwie Bikur Jiszuwej (hebr. ישובי ביכורה).
Rechow jest położony w Samorządzie Regionu Emek ha-Majanot, w Poddystrykcie Jezreel, w Dystrykcie Północnym Izraela.

## Demografia
Stałymi mieszkańcami kibucu są wyłącznie Żydzi:

## Historia

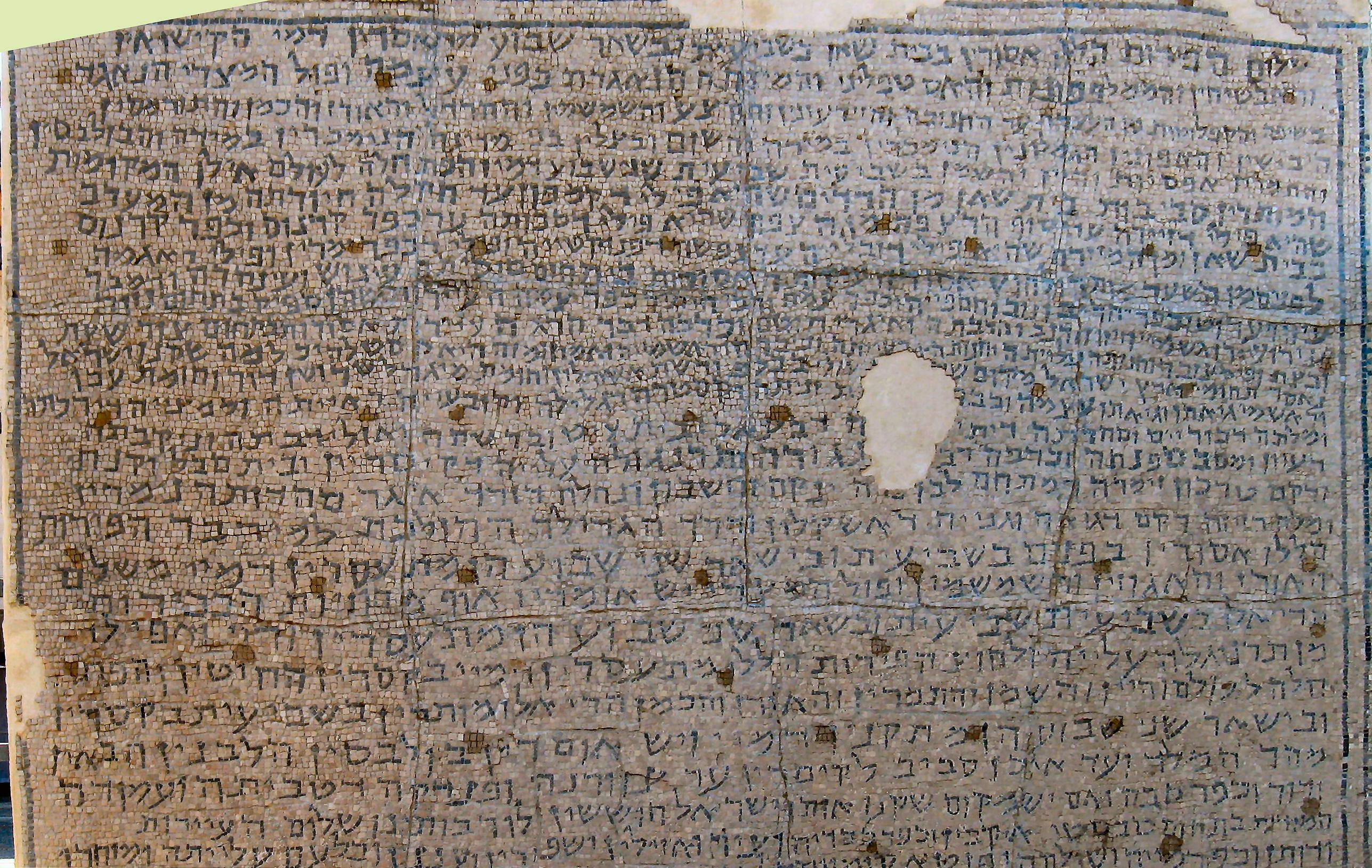
Tablica z synagogi w Rechow

Pierwotnie w rejonie tym znajdowało się starożytne miasto Rechow, którego pozostałości znajdują się na sąsiednim tell. W przeciwieństwie do innych miejsc w Palestynie, miasto nie jest wymieniane w tekstach biblijnych i znajduje się jedynie w źródłach egipskich. Wykopaliska archeologiczne ujawniły pozostałości osady kananejskiej. W 2007 roku odkryto tutaj trzy rzędy glinianych, cylindrycznych uli z przełomu XI i X wieku p.n.e. Ustawione były piętrowo na wysokości co najmniej trzech kondygnacji. Są to najstarsze znane ule z tego obszaru. W kolejnych warstwach ziemi znajdują się ślady osad z późniejszych czasów. Między innymi odkryto tutaj pozostałości domów, ulic i synagogi.
W kolejnych wiekach w okolicy tej istniały dwie arabskie wioski Farwana i as-Samirija. Pierwsza z nich została wysiedlona i zniszczona przez żydowskich żołnierzy Hagany w dniu 11 maja 1948 roku podczas wojny domowej w Mandacie Palestyny. Natomiast druga została wysiedlona i zniszczona w dniu 27 maja 1948 roku podczas I wojny izraelsko-arabskiej. Dużo wcześniej tutejsze grunty wykupiły od arabskich mieszkańców żydowskie organizacje syjonistyczne. Współczesny moszaw został założony w 1951 roku przez żydowskich imigrantów z Kurdystanu i Maroka. Początkowo nazywał się Farwana (hebr. פ „רונה) lub Farwana Alef, dopiero później zmieniono nazwę na obecną. Mieszkańcy osady zmagali się z dużymi trudnościami gospodarczymi i dopiero połączenie sił z okolicznymi osadami umożliwiło przezwyciężyć trudności.

## Kultura i sport
W moszawie znajduje się ośrodek kultury z biblioteką, basen kąpielowy, sala sportowa z siłownią, oraz boisko do piłki nożnej. Z obiektów korzystają mieszkańcy okolicznych osad.

## Edukacja
Moszaw utrzymuje przedszkole i szkołę podstawową Bikura. Starsze dzieci są dowożone do szkoły średniej w kibucu Newe Etan.

## Gospodarka i infrastruktura
Gospodarka moszawu opiera się na intensywnym rolnictwie. W szklarniach uprawiane są przyprawy i kwiaty. Hoduje się tu także owce i gęsi. Na północ od moszawu są stawy hodowlane ryb. W moszawie jest przychodnia zdrowia, sklep wielobranżowy i warsztat mechaniczny.

## Transport
Przez centrum moszawu przechodzi droga nr 90, którą jadąc na północ dojeżdża się do skrzyżowania z drogą nr 669 (dojazd na zachód do kibucu Szeluchot) i drogą nr 6678 (dojazd na wschód do kibucu En ha-Naciw) i dalej do miasta Bet Sze’an, lub jadąc na południe dojeżdża się do moszawu Sede Terumot. Lokalnymi drogami można dojechać na wschód do wioski Tel Te’omim, i na zachód do moszawu Rewaja.